# 필러 (자동차)

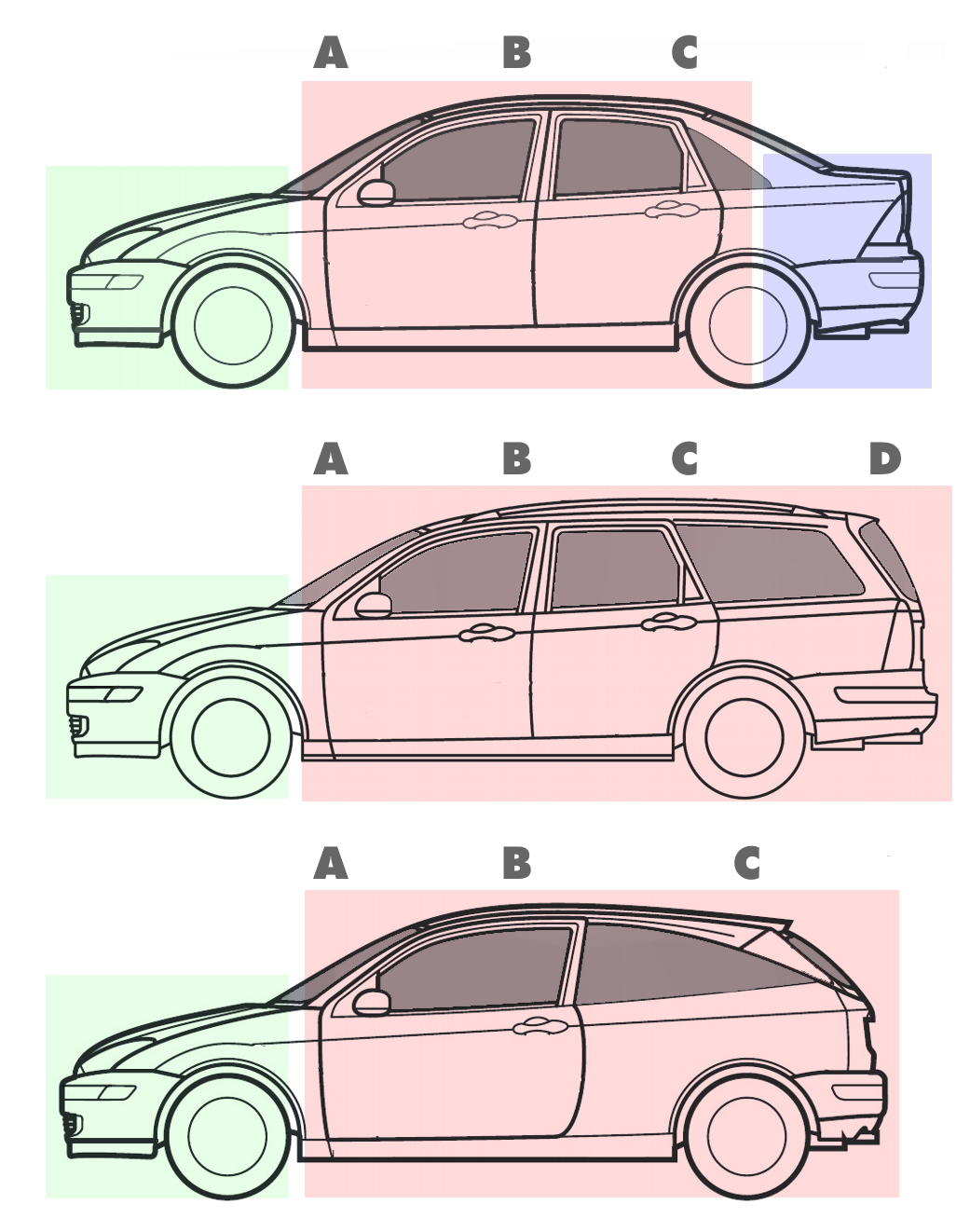
동일한 모델 범위의 1세대 포드 포커스 세단(3박스), 스테이션 왜건(2박스) 및 해치백(2박스)의 일반적인 필러 구성

영구 지붕 차체 스타일을 갖춘 자동차(예: 4도어 세단)의 필러(pillar)는 창 영역이나 온실(greenhouse)의 수직 또는 거의 수직에 가까운 지지대이다. 각각 A, B, C 및 D 필러(4-도어 스테이션 왜건 및 스포츠 유틸리티 자동차와 같은 대형 자동차의 경우)로 규정되며 프로필 뷰에서 앞에서 뒤로 움직인다.

## 명명법
자동차 필러는 지붕을 지지하고 차체의 비틀림 강성을 강화하는 밀폐형 자동차 차체의 수직 또는 경사 부품이다.
자동차 필러를 지정하기 위한 알파벳순 규칙은 시간이 지남에 따라 개발되어 자동차 언론에서 차량을 설명하고 검토하는 데, 보험 회사에서 손상된 부품을 식별하고, 응급 구조대에서 의사 소통을 용이하게 하기 위해 다양하게 사용되었다.
문자 A, B, C 및 D가 사용된다(대문자).
- A 필러는 자동차의 가장 앞쪽에 있는 필러로 앞 유리의 각 모서리에서 지붕을 지지한다.[3]
- B 필러는 차량의 전면 유리와 후면 유리 사이에 위치하며 지붕을 지지하는 역할을 한다.[4]
- C 필러는 2도어 및 4도어 세단과 해치백의 가장 뒤쪽에 있다.[5]
- D 필러는 스테이션 왜건 및 대형 SUV와 같은 대형 4도어 차량의 가장 뒤쪽 기둥이다.

쿼터 윈도우(전면 도어 윈도우와 전면 유리 사이에 있는 구형 차량의 일반적으로 열리는 더 작은 창문, 때로는 후방에서 발견되며 일반적으로 고정됨)용 기둥은 지붕 기둥으로 간주되지 않는다.

## 같이 보기
- 사각지대